# MacDonald Taylor
MacDonald Taylor (27 de agosto de 1957) é um ex-futebolista das Ilhas Virgens Americanas nascido em Trinidad e Tobago.
Detém a marca histórica de ser o jogador mais velho a jogar uma partida de Eliminatórias da Copa do Mundo. Em março de 2004, Taylor jogou a partida entre as Ilhas Virgens e São Cristóvão e Névis, aos 46 anos e 180 dias de idade.
Seu filho, também chamado MacDonald, não seguiu o mesmo caminho, tendo optado em ser meio-campista em sua carreira de jogador.